# Nuculana cordyla
Nuculana cordyla – gatunek małża morskiego należącego do podgromady pierwoskrzelnych.
Występuje na głębokości od 590 do 733 metrów.
Są rozdzielnopłciowe, bez zaznaczonych różnic płciowych w budowie muszli. Odżywiają się planktonem oraz detrytusem.
Występuje od Panamy po Ekwador